# Диалект Хокурику
Диалект хокурику (яп. 北陸方言 хокурику хо:гэн) — это группа диалектов японского языка, распространённых в районе Хокурику (префектуры Фукуи, Исикава, Тояма, а также остров Садо (префектура Ниигата). Грамматически хокурику-бэн близок к кансайскому диалекту, например, в хокурику тоже используется связка «я» и отрицательная форма «-н».

## Фукуи
Говоры префектуры Фукуи — фукуи-бэн (яп. 福井弁), распространённый на севере, и вакаса-бэн (яп. 若狭弁), на котором говорят жители юга префектуры. Так как южная часть Фукуи граничит с Кансаем, вакаса-бэн очень похож на кансайский диалект. В фукуи-бэн различий несколько больше.
| Фукуи-бэн           | Транскрипция    | Литературный японский     | Транскрипция       | Приблизительный перевод                    |
| ------------------- | --------------- | ------------------------- | ------------------ | ------------------------------------------ |
| ほやほや            | хоя-хоя         | はい или そうですよ       | хай / со: дэсу ё   | «Да» или «верно, правильно»                |
| つるつるいっぱい    | цуру-цуру иппай |                           |                    | «Почти переполненный» (о чашке или сосуде) |
| もつけねー          | моцукэнэ:       | 可愛そう                  | кавайсо:           | «Плохо», «Какая жалость!»                  |
| てきねー            | тэкинэ:         | 気分が悪い                | кибун га варуй     | «Мне плохо»                                |
| ぎょうさん          | гё: сан         | 沢山                      | такусан            | много                                      |
| おおきに            | ооки ни         | ありがとう                | аригато:           | «Спасибо»                                  |
| きんの              | кинно           | 昨日                      | кино:              | вчера                                      |
| ものごい или えらい | моногой / эрай  | 辛い                      | цурай              | болезненный                                |
| ねまる              | нэмару          | 座る                      | сувару             | сидеть                                     |
| おぞい              | одзой           | 古い или 良くない         | фуруй / ёкунай     | «старый» (и плохой)                        |
| じゃみじゃみ        | дзями-дзями     | 砂嵐                      | суна араси         | ономатопея звука телевизионной помехи      |
| てなわん            | тэнаван         | いじゃ悪い или やんちゃな | идзяваруй / янтяна | злобный, непослушный                       |
| えん                | эн              | いない                    | инай               | «… нет» (только о людях и животных)        |
| もたもた            | мота-мота       | ぐずぐず                  | гудзу-гудзу        | медленно                                   |
| よさり              | ёсари           | 夜                        | ёру                | ночь, вечер                                |
| なげる              | нагэру          | 捨てる                    | сутэру             | выкидывать                                 |
| おとましい          | отомасий        | もったいない              | моттайнай          | расточительно                              |

## Исикава
В префектуре Исикава говорят на кага-бэн (яп. 加賀弁) (на юге), а также на ното-бэн (яп. 能登弁),　на севере. В состав кага-бэн входят: канадзава-бэн (яп. 金沢弁) — говор Канадзавы, сираминэ-бэн (яп. 白峰弁), гигэ-бэн (яп. ジゲ弁), распространённые в деревне Сираминэ у горы Хакусан. Канадзава является центром Исикавы, поэтому её диалект остаётся влиятельным в условиях глобализации.
Самая известная фраза канадзава-бэн — «Кимасси канадзава (яп. 来まっし金沢, Добро пожаловать в Канадзаву). В ней используется суффикс -масси, имеющий то же значение, что и вежливое слово «насай», выражающее просьбу.
Исследования канадзаа-бэн

Savage, Colin (2009). 金沢弁の本 - The Dialect of Kanazawa. London (UK) and Los Angeles (USA): Lulu Publishing Inc.

## Тояма
Диалект Тоямы называется тояма-бэн (яп. 富山弁) или диалект Эттю (яп. 越中弁 эттю: бэн). Разновидности эттю — западная (яп. 呉西 госай), восточная (яп. 呉東 гото:) и гокаяма.
Вместо общеяпонского выражения ситтэ иру ка? (яп. 知っているか？, Знаете?) носители тояма-бэн используют местное ситторукэ? (яп. 知っとるっけ).
Для выражения несогласия или указания на ошибочность в тояма-бэн вместо ийэ (яп. いいえ) говорят наа (яп. なあ) с повышающейся интонацией.
Другие диалектизмы — кито-кито (яп. キトキト, свежий, вкусный) и ики-ики (яп. イキイキ, энергичный).

## Садо
Жители острова Садо говорят на диалекте садо (яп. 佐渡弁 садо-бэн).

## Внешние ссылки
- Лекция о фукуи-бэн  (яп.)
- «Давайте говорить на диалекте Канадзавы!  (яп.)